# Vild med dans (sæson 19)
Den 19. sæson af Vild med dans blev sendt på TV 2 hver fredag kl. 20 fra den 9. september til 11. november 2022.
Sæsonen blev vundet af Caspar Phillipson og Malene Østergaard.
Den 8. august 2022 annoncerede TV 2 at den professionelle danser Sonny Fredie-Pedersen vil overtage pladsen som dommerpanelets 5. mand efter Britt Bendixen, så dommerpanelet for sæsonen vil bestå af Fredie-Pedersen, Jens Werner, Anne Laxholm, Nikolaj Hübbe, Marianne Eihilt. Samtidig offentliggjorde TV 2 også Martin Johannes Larsen vil overtage værtsrollen efter Christiane Schaumburg-Müller, og sammen med Sarah Grünewald vil de agere værter i sæsonen.
Sæsonens konkurrerende par blev annonceret den 18. august 2022, hvor det også fremgik at antallet af deltagende par ville blive sænket fra 12 til 10.

## Par
| #  | Kendt                       | Profession     | Danser                  | Status      |
| -- | --------------------------- | -------------- | ----------------------- | ----------- |
| 10 | Nicholas Kawamura           | Radiovært      | Karina Frimodt          | Ude         |
| 9  | Andrea Lykke Oehlenschlæger | Sangerinde     | Eugen Miu               | Ude         |
| 8  | Jakob Åkerlind              | Skuespiller    | Camilla Sofie Dalsgaard | Ude         |
| 7  | Heidi Frederikke Sigdal     | TV-vært        | Michael Olesen          | Ude         |
| 6  | Katerina Pitzner            | Diamanthandler | Morten Kjeldgaard       | Ude         |
| 5  | Joel Hyrland                | Standupkomiker | Jenna Bagge             | Ude         |
| 4  | Cecilie Schmeichel          | Influencer     | Damian Czarnecki        | Ude         |
| 3  | Natasha Brock               | Komiker        | Thomas Evers Poulsen    | Tredjeplads |
| 2  | Daniel Wagner               | Para-atlet     | Asta Björk Ivarsdottir  | Andenplads  |
| 1  | Caspar Phillipson           | Skuespiller    | Malene Østergaard       | Vindere     |

## Resultater
| Caspar & Malene            | 1  | 16 | 32 | 48 | 37 | 42 | 30 | 45+40=85   | 47+4=51 | 42+4=46 | 48+50=98 | 144 | 50+49=99 |  |  |
| Daniel & Asta              | 2  | 17 | 25 | 42 | 24 | 26 | 33 | 35+31=66   | 40+2=42 | 38+1=39 | 44+43=87 | 126 | 47+50=97 |  |  |
| Natasha & Thomas           | 3  | 14 | 28 | 42 | 22 | 36 | 37 | 41+40=81   | 42+5=47 | 41+3=44 | 46+46=92 | 136 | 50+48=98 |  |  |
| Cecilie & Damian           | 4  | 10 | 17 | 27 | 20 | 31 | 30 | 35+40=75   | 34+3=37 | 39+2=41 | 40+45=85 | 126 |          |  |  |
| Joel & Jenna               | 5  | 19 | 17 | 36 | 22 | 23 | 32 | 40+2+31=73 | 35+1=36 |         |          |     |          |  |  |
| Katerina & Morten          | 6  | 19 | 23 | 42 | 26 | 31 | 31 | 30+31=61   |         |         |          |     |          |  |  |
| Heidi Frederikke & Michael | 7  | 17 | 14 | 31 | 18 | 17 | 25 |            |         |         |          |     |          |  |  |
| Jakob & Camilla            | 8  | 16 | 30 | 46 | 26 | 25 |    |            |         |         |          |     |          |  |  |
| Andrea & Eugen             | 9  | 17 | 22 | 39 | 25 |    |    |            |         |         |          |     |          |  |  |
| Nicholas & Karina          | 10 | 19 | 19 | 38 |    |    |    |            |         |         |          |     |          |  |  |

Nøgle
     indikerer parret, der fik førstepladsen
     indikerer parret, der fik andenpladsen
     indikerer parret, der fik tredjepladsen
     indikerer parret, der var i omdans, men gik videre
     indikerer parret, der udgik
     indikerer det første par, der blev stemt ud
     indikerer parret, der er fredet i denne episode.
Grønne tal indikerer de højeste point for hver uge
Røde tal indikerer de laveste point for hver uge

### Gennemsnit
| Plads ift. gennemsnit | Plads | Par                        | Total | Antal danse | Gennemsnit |
| --------------------- | ----- | -------------------------- | ----- | ----------- | ---------- |
| 1                     | 1     | Caspar & Malene            | 528   | 13          | 40,6       |
| 2                     | 3     | Natasha & Thomas           | 491   | 13          | 37,8       |
| 3                     | 2     | Daniel & Asta              | 453   | 13          | 34,8       |
| 4                     | 4     | Cecilie & Damian           | 341   | 11          | 31,0       |
| 5                     | 5     | Joel & Jenna               | 219   | 8           | 27,4       |
| 6                     | 6     | Katerina & Morten          | 191   | 7           | 27,3       |
| 7                     | 8     | Jakob & Camilla            | 97    | 4           | 24,3       |
| 8                     | 9     | Andrea & Eugen             | 64    | 3           | 21,3       |
| 9                     | 10    | Nicholas & Karina          | 38    | 2           | 19,0       |
| 10                    | 7     | Heidi Frederikke & Michael | 91    | 5           | 18,2       |

## Danse og sange

### Uge 1: Premiere
| Nummer | Par                        | Dans        | Musik                                        | Hübbe | Laxholm | Fredie-Pedersen | Eihilt | Werner | Point |
| ------ | -------------------------- | ----------- | -------------------------------------------- | ----- | ------- | --------------- | ------ | ------ | ----- |
| 1      | Caspar & Malene            | Tango       | 'Live to Survive' af MØ                      | 3     | 3       | 4               | 3      | 3      | 16    |
| 2      | Jakob & Camilla            | Cha-cha-cha | 'Relax Max' af Dinah Washington              | 3     | 3       | 3               | 3      | 4      | 16    |
| 3      | Natasha & Thomas           | Pasodoble   | 'Mario takes a walk' af Jesse Cook           | 2     | 2       | 4               | 4      | 2      | 14    |
| 4      | Daniel & Asta              | Vals        | 'Make it rain' af Ed Sheeran                 | 3     | 3       | 4               | 4      | 3      | 17    |
| 5      | Cecilie & Damian           | Cha-cha-cha | 'Bla Bla Bla Bla Cha Cha Cha' af Petty Booka | 2     | 2       | 2               | 2      | 2      | 10    |
| 6      | Nicholas & Karina          | Pasodoble   | 'Get Ready' af Rayelle                       | 3     | 3       | 5               | 5      | 3      | 19    |
| 7      | Andrea & Eugen             | Vals        | 'Are You Lonesome Tonight'                   | 4     | 3       | 3               | 3      | 4      | 17    |
| 8      | Katerina & Morten          | Cha-cha-cha | 'Sing Hallelujah' af Dr. Alban               | 4     | 4       | 4               | 4      | 3      | 19    |
| 9      | Heidi Frederikke & Michael | Vals        | 'At this moment' af Michael Buble            | 3     | 3       | 4               | 4      | 3      | 17    |
| 10     | Joel & Jenna               | Tango       | 'Too Close' af Alex Clare                    | 4     | 3       | 5               | 3      | 4      | 19    |

- Pointene fra denne uge bliver overført til den næste uge af Vild med dans.

### Uge 2
| Nummer | Par                        | Dans        | Musik                                                      | Hübbe | Laxholm | Fredie-Pedersen | Eihilt | Werner | Point | Resultat |
| ------ | -------------------------- | ----------- | ---------------------------------------------------------- | ----- | ------- | --------------- | ------ | ------ | ----- | -------- |
| 1      | Cecilie & Damian           | Tango       | 'Black Hole' af Griff                                      | 3     | 3       | 5               | 3      | 3      | 17    | Videre   |
| 2      | Joel & Jenna               | Cha-cha-cha | “Uptown Funk” – Bruno Mars                                 | 3     | 2       | 4               | 3      | 5      | 17    | Videre   |
| 3      | Katerina & Morten          | Vals        | ”One More Try” – George Michael                            | 4     | 5       | 3               | 5      | 6      | 23    | Videre   |
| 4      | Andrea & Eugen             | Pasodoble   | “Mediterranean Style” - Carlos Estella                     | 4     | 3       | 4               | 5      | 6      | 22    | Omdans   |
| 5      | Nicholas & Karina          | Quickstep   | “This Is It” – Oh The Larceny                              | 4     | 3       | 5               | 4      | 3      | 19    | Ude      |
| 6      | Heidi Frederikke & Michael | Pasodoble   | “It’s my life” - Bon Jovi                                  | 2     | 2       | 4               | 2      | 4      | 14    | Videre   |
| 7      | Jakob & Camilla            | Vals        | “You make me feel, like a natural woman” - Aretha Franklin | 6     | 6       | 6               | 6      | 6      | 30    | Videre   |
| 8      | Caspar & Malene            | Cha-cha-cha | “She’s A Lady” – Tom Jones                                 | 7     | 7       | 6               | 5      | 7      | 32    | Videre   |
| 9      | Natasha & Thomas           | Quickstep   | “Throwback love” – Meghan Trainor                          | 5     | 6       | 6               | 6      | 5      | 28    | Videre   |
| 10     | Daniel & Asta              | Pasodoble   | “Uccen” (DWTS remix) - Taalbi brothers                     | 4     | 5       | 5               | 5      | 6      | 25    | Videre   |

### Uge 3: Guilty pleasure
| Nummer | Par                        | Dans        | Musik                            | Hübbe | Laxholm | Fredie-Pedersen | Eihilt | Werner | Point | Resultat |
| ------ | -------------------------- | ----------- | -------------------------------- | ----- | ------- | --------------- | ------ | ------ | ----- | -------- |
| 1      | Daniel & Asta              | Cha-cha-cha | 'Owner of a Lonely Heart' af Yes | 4     | 4       | 6               | 5      | 5      | 24    | Videre   |
| 2      | Andrea & Eugen             | Tango       | 'Toxic' af Britney Spears        | 5     | 4       | 6               | 4      | 6      | 25    | Ude      |
| 3      | Heidi Frederikke & Michael | Cha-cha-cha | 'Re-Sepp-ten'                    | 3     | 4       | 4               | 4      | 3      | 18    | Videre   |
| 4      | Natasha & Thomas           | Samba       | 'Fantasy' af Mariah Carey        | 3     | 4       | 5               | 5      | 5      | 22    | Videre   |
| 5      | Joel & Jenna               | Jive        | 'Take on Me' af a-ha             | 5     | 5       | 4               | 4      | 4      | 22    | Omdans   |
| 6      | Caspar & Malene            | Quickstep   | 'Dragons' af Caravan Palace      | 7     | 7       | 8               | 7      | 8      | 37    | Videre   |
| 7      | Cecilie & Damien           | Samba       | 'Jumanji' af Hedegaard           | 3     | 4       | 5               | 5      | 3      | 20    | Videre   |
| 8      | Jakob & Camilla            | Samba       | 'Dancing Queen' af ABBA          | 6     | 6       | 5               | 4      | 5      | 26    | Videre   |
| 9      | Katerina & Morten          | Pasodoble   | 'The Final Countdown' af Europe  | 5     | 5       | 5               | 5      | 6      | 26    | Videre   |

### Uge 4: Tv-serier
| Nummer | Par                        | Dans      | Musik                                           | Hübbe | Laxholm | Fredie-Pedersen | Eihilt | Werner | Point | Resultat |
| ------ | -------------------------- | --------- | ----------------------------------------------- | ----- | ------- | --------------- | ------ | ------ | ----- | -------- |
| 1      | Heidi Frederikke & Michael | Tango     | 'Theme from Beverly Hills' – John Davis         | 3     | 3       | 4               | 4      | 3      | 17    | Omdans   |
| 2      | Cecilie & Damian           | Pasodoble | 'Bella Ciao' – Manu Pilas                       | 6     | 6       | 7               | 6      | 6      | 31    | Videre   |
| 3      | Katerina & Morten          | Quickstep | 'Liva' - Halfdan E & Jeppe Kaas                 | 5     | 6       | 6               | 7      | 7      | 31    | Videre   |
| 4      | Joel & Jenna               | Vals      | 'Right Next to The Right One' - Tim Christensen | 4     | 4       | 6               | 5      | 4      | 23    | Videre   |
| 5      | Caspar & Malene            | Pasodoble | 'Main title' - Ramin Djawadi                    | 9     | 8       | 7               | 9      | 9      | 42    | Videre   |
| 6      | Natasha & Thomas           | Tango     | 'Forbrydelsen Main Titel' – Frans Bak           | 7     | 7       | 8               | 7      | 7      | 36    | Videre   |
| 7      | Daniel & Asta              | Slowfox   | 'The Pink Panther Theme' - Henry Mancini        | 6     | 5       | 6               | 4      | 5      | 26    | Videre   |
| 8      | Jakob & Camilla            | Tango     | 'Red Right Hand' - Nick Cave & The Bad Seeds    | 6     | 6       | 5               | 4      | 4      | 25    | Ude      |

### Uge 5
| Nummer | Par                        | Dans      | Musik                                              | Hübbe | Laxholm | Fredie-Pedersen | Eihilt | Werner | Point | Resultat |
| ------ | -------------------------- | --------- | -------------------------------------------------- | ----- | ------- | --------------- | ------ | ------ | ----- | -------- |
| 1      | Joel & Jenna               | Showdance | 'Wanna Be Startin’ Somethin’' af Michael Jackson   | 6     | 6       | 6               | 7      | 7      | 32    | Videre   |
| 2      | Caspar & Malene            | Slowfox   | 'I Wanna Be Loved By You' - Marylin Monroe         | 6     | 6       | 7               | 5      | 6      | 30    | Videre   |
| 3      | Daniel & Asta              | Samba     | 'Venner' - Jimilian                                | 6     | 7       | 8               | 6      | 6      | 33    | Videre   |
| 4      | Katerina & Morten          | Moderne   | 'I Don’t Want to Miss a Thing' - Aerosmith         | 5     | 6       | 8               | 6      | 6      | 31    | Omdans   |
| 5      | Natasha & Thomas           | Jive      | 'Dansemusik' – Fyr Og Flamme                       | 6     | 8       | 7               | 7      | 9      | 37    | Videre   |
| 6      | Cecilie & Damian           | Quickstep | 'Roaring 20s' – Scott Bradleys postmodern Jukeboks | 6     | 7       | 7               | 5      | 5      | 30    | Videre   |
| 7      | Heidi Frederikke & Michael | Jive      | 'YES' – Merry Clayton (Dirty Dancing)              | 4     | 5       | 6               | 5      | 5      | 25    | Ude      |

### Uge 6: Skolernes motionsdags 40-års jubilæum
| Nummer | Par               | Dans      | Musik                                                 | Hübbe | Laxholm | Fredie-Pedersen | Eihilt | Werner | Point   | Resultat |
| ------ | ----------------- | --------- | ----------------------------------------------------- | ----- | ------- | --------------- | ------ | ------ | ------- | -------- |
| 1      | Katerina & Morten | Tango     | 'I just died in your arms tonight' - Cutting Crew     | 6     | 6       | 6               | 6      | 6      | 30      | Ude      |
| 2      | Daniel & Asta     | Showdance | 'Champagne' - Electro Swing Spin                      | 7     | 7       | 6               | 8      | 7      | 35      | Videre   |
| 3      | Joel & Jenna      | Pasodoble | 'Cancion del Mariachi' - Antonio Banderas (Desperato) | 8     | 8       | 8               | 8      | 8      | 40+2=42 | Videre   |
| 4      | Cecilie & Damian  | Street    | 'Think' - The Blues Brothers, Aretha Franklin         | 8     | 7       | 7               | 7      | 6      | 35      | Videre   |
| 5      | Natasha & Thomas  | Vals      | 'How Long Will I Love You' - Ellie Goulding           | 8     | 8       | 7               | 9      | 9      | 41      | Omdans   |
| 6      | Caspar & Malene   | Jive      | 'Jump, Jive An’ Wail' - Louis Prima                   | 9     | 9       | 8               | 9      | 10     | 45      | Videre   |

Holddans
| Nummer | Par                                                 | Dans     | Musik                          | Hübbe | Laxholm | Fredie-Pedersen | Eihilt | Werner | Point | Resultat |
| ------ | --------------------------------------------------- | -------- | ------------------------------ | ----- | ------- | --------------- | ------ | ------ | ----- | -------- |
| 1      | Katerina & Morten, Joel & Jenna, Daniel & Asta      | Holddans | 'As It Was' - Harry Styles     | 6     | 6       | 7               | 6      | 6      | 31    | Tabere   |
| 2      | Cecilie & Damian, Natasha & Thomas, Caspar & Malene | Holddans | 'Apache' - The Sugar Hill Gang | 8     | 8       | 8               | 8      | 8      | 40    | Vindere  |

- I anledningen af Skolernes Motionsdags 40-års jubilæum skal parrene inkorporere trin, inspireret af Skolernes motionsdag. Der er 2 point, til parret der gør det bedst.

### Uge 7
| Nummer | Par              | Dans      | Musik                                                       | Hübbe | Laxholm | Fredie-Pedersen | Eihilt | Werner | Point | Resultat |
| ------ | ---------------- | --------- | ----------------------------------------------------------- | ----- | ------- | --------------- | ------ | ------ | ----- | -------- |
| 1      | Cecilie & Damian | Vals      | 'Better Than You Left Me' af Mickey Guyton                  | 7     | 7       | 8               | 6      | 6      | 34    | Videre   |
| 2      | Natasha & Thomas | Showdance | 'Dream Girls' af Beyoncé, Anika Noni Rose & Jennifer Hudson | 8     | 8       | 8               | 9      | 9      | 42    | Videre   |
| 3      | Joel & Jenna     | Slowfox   | 'The Way You Look Tonight' af Frank Sinatra                 | 7     | 7       | 7               | 7      | 7      | 35    | Ude      |
| 4      | Caspar & Malene  | Moderne   | 'Any Other World' af MIKA                                   | 9     | 9       | 9               | 10     | 10     | 47    | Videre   |
| 5      | Daniel & Asta    | Quickstep | 'Blue Suede Shoes' af Viva Elvis                            | 9     | 8       | 8               | 8      | 7      | 40    | Omdans   |

#### Marathondans
| Par              | Dans  | Musik                                         | Point |
| ---------------- | ----- | --------------------------------------------- | ----- |
| Cecilie & Damian | Salsa | “Shake Your Groove Thing” af Peaches og Herb. | 3     |
| Natasha & Thomas | Salsa | “Shake Your Groove Thing” af Peaches og Herb. | 5     |
| Joel & Jenna     | Salsa | “Shake Your Groove Thing” af Peaches og Herb. | 1     |
| Caspar & Malene  | Salsa | “Shake Your Groove Thing” af Peaches og Herb. | 4     |
| Daniel & Asta    | Salsa | “Shake Your Groove Thing” af Peaches og Herb. | 2     |

- I  aftenens program blev deltagerne udfordret med maratondans, som er en salsa. Parrene skal forlade gulvet et efter et, når de bliver udpeget af dommerne.
- Parret der vandt dansen fik 5 point, det næste par fik 4 point, så 3 point, dernæst 2 point og sidstepladsen fik 1 point.

### Uge 8: Knæk cancer
| Nummer | Par              | Dans  | Musik                                             | Hübbe | Laxholm | Fredie-Pedersen | Eihilt | Werner | Point | Resultat |
| ------ | ---------------- | ----- | ------------------------------------------------- | ----- | ------- | --------------- | ------ | ------ | ----- | -------- |
| 1      | Caspar & Malene  | Rumba | 'Lidt mere menneske' af Tina Dickow               | 8     | 8       | 8               | 8      | 10     | 42    | Videre   |
| 2      | Natasha & Thomas | Rumba | ‘Human’ af Christina Perri                        | 8     | 8       | 8               | 8      | 9      | 41    | Videre   |
| 3      | Daniel & Asta    | Rumba | ‘Call On Me’ af Vianney feat. Ed Sheeran          | 7     | 8       | 8               | 8      | 7      | 38    | Videre   |
| 4      | Cecilie & Damian | Jive  | ‘Five Months, Two Weeks, Two Days’ af Louis Prima | 9     | 8       | 7               | 7      | 8      | 39    | Videre   |

- I denne uge dansede parrene på Gamle Scene på Det Kongelige Teater, og ingen af parrene blev stemt ud.
- Pointene fra denne uge bliver overført til den næste uge af Vild med dans.

#### Fælles wienervals
- Caspar og Malene: 4 point
- Natasha og Thomas: 3 point
- Cecilie og Damian: 2 point
- Daniel og Asta: 1 point

De dansede til nummeret ‘Wild Birds Fly’, som blev fremført live af Nicklas Sahl.

### Uge 9: Semifinale
| Nummer | Par              | Dans             | Musik                                    | Hübbe | Laxholm | Fredie-Pedersen | Eihilt | Werner | Point | Resultat |
| ------ | ---------------- | ---------------- | ---------------------------------------- | ----- | ------- | --------------- | ------ | ------ | ----- | -------- |
| 1      | Natasha & Thomas | Slowfox          |                                          | 8     | 9       | 9               | 10     | 10     | 46    | Videre   |
| 1      | Natasha & Thomas | Argentinsk Tango |                                          | 9     | 9       | 10              | 10     | 10     | 48    | Videre   |
| 2      | Daniel & Asta    | Jive             | 'Everybody Talks' af Neon Trees          | 8     | 10      | 10              | 10     | 9      | 48    | Videre   |
| 2      | Daniel & Asta    | Argentinsk Tango |                                          | 8     | 10      | 10              | 10     | 8      | 46    | Videre   |
| 3      | Cecilie & Damian | Slowfox          | 'Oops! I Did It Again' af Britney Spears | 7     | 8       | 10              | 9      | 8      | 42    | Ude      |
| 3      | Cecilie & Damian | Argentinsk Tango | 'To Tango Tis Nefelis’ af Haris Alexiou. | 9     | 9       | 9               | 10     | 9      | 46    | Ude      |
| 4      | Caspar & Malene  | Samba            |                                          | 10    | 10      | 10              | 10     | 10     | 50    | Videre   |
| 4      | Caspar & Malene  | Argentinsk Tango | Poema’ af Solo Tango Orquesta.           | 10    | 10      | 10              | 10     | 10     | 50    | Videre   |

### Uge 10: Finale
| Nummer | Par              | Dans        | Musik | Hübbe | Laxholm | Fredie-Pedersen | Eihilt | Werner | Point | Resultat    |
| ------ | ---------------- | ----------- | --- | ----- | ------- | --------------- | ------ | ------ | ----- | ----------- |
| 1      | Caspar & Malene  | Vals        | Den allersidste dans af Poul Reichhardt                                                                       | 10    | 10      | 10              | 10     | 10     | 50    | Vinder      |
| 1      | Caspar & Malene  | Freestyle   | ‘City of Stars’ og ‘Someone in the crowd’ fra musicalfilmen La La Land                                        | 10    | 10      | 9               | 10     | 10     | 49    | Vinder      |
| 2      | Natasha & Thomas | Cha-cha-cha | ‘Save the last dance for me’ af Michael Bublé                                                                 | 10    | 10      | 10              | 10     | 10     | 50    | Tredjeplads |
| 2      | Natasha & Thomas | Freestyle   | ‘Dream girls’ af Beyoncé, Anika Noni Rose og Jennifer Hudson /‘Come alive’ fra filmen 'The Greatest Showman'. | 10    | 9       | 9               | 10     | 10     | 48    | Tredjeplads |
| 3      | Daniel & Asta    | Tango       | ‘He’s a pirate’ af Klaus Badelt                                                                               | 9     | 9       | 10              | 10     | 9      | 47    | Andenplads  |
| 3      | Daniel & Asta    | Freestyle   | ‘River’ af Bishop Briggs og et cover af Ray Charles-klassikeren ‘Hit the road Jack’ lavet af Throttle.        | 10    | 10      | 10              | 10     | 10     | 50    | Andenplads  |